# Rosa popovii
Rosa popovii es una especie de planta del género Rosa, de la familia Rosaceae.

## Taxonomía
Rosa popovii fue descrita por Chrshan. en 1949.

## Distribución
Se encuentra en el territorio de Tayikistán.